# Enzano
Enzano è una frazione di Sorbolo Mezzani, distante 4 km in direzione Nord da Sorbolo.

## Geografia fisica
La frazione si articola in alcuni gruppi di abitazioni situati sulla strada provinciale 60 – Sorbolo-Coenzo e sulla strada che da questa conduce alla chiesa del paese. È lambita a ovest dal torrente Enza, a nord il canale Fumolenta la separa da Coenzo.

## Origini del nome
Il toponimo Enzano trae origine dal torrente Enza che scorre in prossimità del paese.

## Storia
Viene menzionato per la prima volta col nome di Henciano in un diploma dell'898 in cui Ottone III  conferma i diritti dell’allora vescovo Sigifredo su alcuni territori del parmense. È nuovamente citato in un documento del 1099 in cui la contessa Matilde di Canossa concede un beneficio al convento di Brescello.
Nel 1696 i conti Calvi furono investiti dai duchi Farnese del feudo di Coenzo e Enzano. Il territorio del paese anticamente comprendeva anche alcuni territori sulla sponda destra dell'Enza oggi facenti parte del comune di Brescello in provincia di Reggio Emilia tra cui San Giorgio con cui era collegato da un ponte che attraversava il torrente.

## Monumenti e luoghi d'interesse

### Chiesa di Sant'Andrea

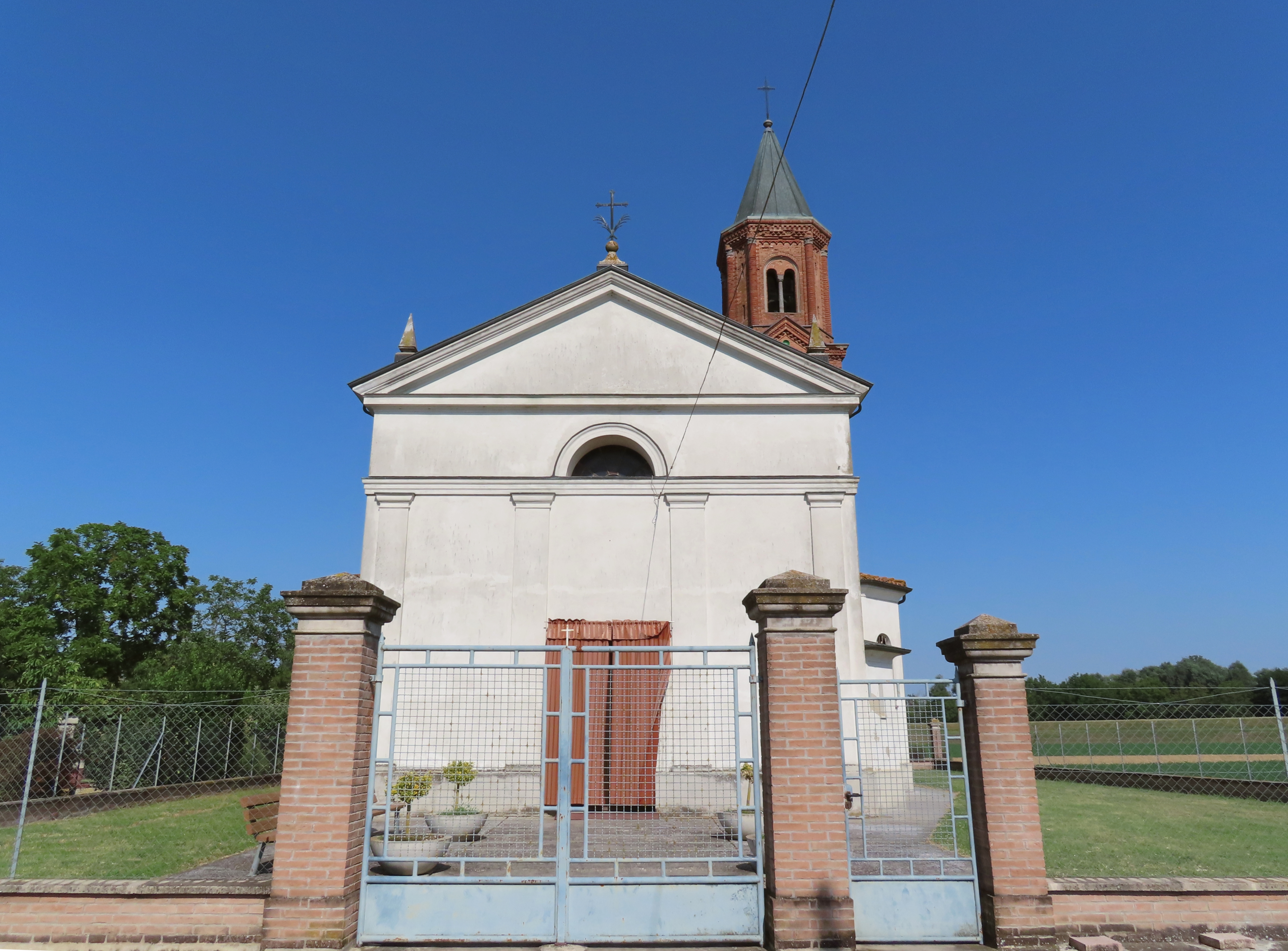
Chiesa di Sant'Andrea

La chiesa parrocchiale, al cui prevosto spetta il titolo di "Rettore", è dedicata a Sant'Andrea martire.
Si hanno notizie di una primitiva cappella risalente al 1230. Le forme attuali della chiesa risalgono alla prima metà del XVIII secolo, il campanile fu edificato nel 1901.

## Geografia antropica

### Suddivisioni storiche

#### Corte Godi
È un nucleo di abitazioni poste sulla strada provinciale Coenzo-Sorbolo nelle immediate vicinanze della corte Godi.